# Тамара, Наталия Ивановна
Ната́лия Ива́новна Тама́ра, чаще просто Ната́лья Тама́ра или Тама́ра (настоящая фамилия Ми́тина-Буйни́цкая; 1873 — 2 марта 1934) — русская артистка оперетты, певица (меццо-сопрано), широкую известность получила как исполнительница старинных русских и цыганских романсов. В своё время одна из самых богатых актрис Петербурга. Как певица успешно конкурировала с Вяльцевой.

## Краткая биография
По происхождению из крестьян, пела в хорах, прославилась исполнением старинных русских и так называемых «цыганских» романсов. Работала в театрах Петрограда («Буфф», «Пассаж», «Палас» (1910—1912), «Би-ба-бо» (1917), «Троицкий» театр миниатюр (1918), Театр комической оперы под руководством К. Марджанова, 1917—21). Была актрисой Московского театра оперетты И. Зона. Выступала также и в драме.
Наталья Тамара — была выдающейся артисткой оперетты, обладала огромным артистизмом. Её декламация и пение отличались большой выразительностью, душевной теплотой и лиричностью. Партии в опереттах — Перикола и Елена («Перикола» и «Прекрасная Елена» Ж. Оффенбаха), Ганна Главари («Весёлая вдова» Ф. Легара), Сильва («Сильва» И. Кальмана), Алиса («Принцесса долларов» Фалля) и другие. Среди партий, созданных в драматических театрах, — Саломея («Саломея» О. Уайльда), донья Сирена («Игра интересов» Х. Бенавенте).
Благодаря эффектной внешности и красивому грудному тембру голоса (меццо-сопрано) очень скоро стала солисткой, исполняя ведущие партии в опереттах. Известна как первая исполнительница многих романсов М. Штейнберга, который в начале 1900-х годов нередко выступал в качестве её аккомпаниатора. В 1907 году Наталья Тамара исполнила в Красносельском театре (в присутствии императорской фамилии) главную роль цыганки Стеши в «мозаике» Николая Северского «Новые цыганские песни в лицах», эта роль принесла ей большой успех и оставалась в репертуаре певицы до 1918 года:640.
В 1911 году Наталья Тамара участвовала в широко разрекламированном конкурсе на звание «королевы цыганского романса», устроенном в петербургском театре «Пассаж», однако в итоге совсем немного уступила Марии Каринской, заняв почётное второе место:269.
С первого взгляда привлекает внимание необычный псевдоним певицы, представляющий собой словно бы не привычную пару, «имя и фамилию», как обычно бывает, но сразу два женских имени: Наталия и Тамара. Историю этого предмета рассказывает в своих записках Михаил Савояров, младший коллега и современник певицы, многие годы состоявший с ней в знакомстве. Коротко описывая начало жизни Наталии Митиной, он не без остроты упоминает о её первом «покровителе» (чтобы не произносить более определённого слова), некоем «светлейшем» князе, имевшем грузинское происхождение. Любитель красоты, искусства, записной бонвиван и вообще свой человек в столичном свете, он сначала вывез молодую крестьянку в столицу, а затем использовал связи, чтобы сделать из деревенской девушки с прекрасными природными данными артистку оперетты. Но кроме того, будучи любителем особого шика, он с первых дней дал своей протеже интимное прозвище: царица Тамара (или просто Тамара), под которым всякий раз представлял её в салонах и театральных кругах. Отчасти это имя было связано с колоритной внешностью, низким голосом и манерами будущей артистки. Так и повелось, что за молодой певицей закрепились сразу два имени, настоящее и салонное: Наталья и Тамара. А впоследствии, чтобы не терять в прежней известности, артистка оставила себе оба имени. Под этим странным псевдонимом к артистке пришли известность, признание и слава.
Наталья Тамара имела репутацию самой богатой и шикарной из столичных артисток и всячески поддерживала её своим поведением: светским, публичным и сценическим. В начале своей артистической карьеры она вполне могла позволить себе роскошь выйти на сцену в самой заурядной роли и едва просмотрев текст, лишь бы показать свой очередной парадный туалет. Пожалуй, точнее других это свойство её натуры описал в своих воспоминаниях её коллега, артист Николай Монахов.

В то время, когда я встретился с Тамарой, это была актриса, обладавшая прямо-таки несметным количеством туалетов и драгоценностей. Так, например, в оперетте «Весёлая вдова» она надевала на себя такое количество настоящих бриллиантов, которое должно было исчисляться сотнями тысяч рублей. Между прочим, у неё было ожерелье из бриллиантов, самый мелкий из которых был в восемь каратов. Я уже не говорю про серьги, бесчисленные броши и т. д.
Два раза в неделю к Тамаре из Москвы приезжала самая дорогая портниха Апресьянс и привозила ей по три туалета. Тамара в те времена имела в своем распоряжении русскую парную упряжь, венскую парную упряжь и автомобиль — лимузин. Она жила в роскошной квартире на углу Моховой и Пантелеймоновской улиц и имела штат прислуги в восемь или десять человек.— Николай Монахов, «Повесть о жизни»
Вместе с тем, Монахов отмечает, что артистичность и желание работать над собой были отчётливо выражены в природе артистки. Основную беду низкого уровня спектаклей оперетты он видел в «тогдашнем полном безрежиссёрье», когда всё режиссёрство заключалось только в том, чтобы организовать движение сценических «масс», то есть хора и балета, украсив сцену возможно большим количеством лампочек. Световые эффекты в те времена публика ценила чуть ли не более всего остального. Что же касается до исполнителей главных ролей, то они были вполне предоставлены сами себе. «Легко догадаться, — пишет Монахов, — что должно было получаться при такой „режиссуре“. Никакого общего стиля не было, каждый из нас был предоставлен самому себе — плыви как умеешь! Естественно, что почти никто серьёзно не работал». Знать свою роль? — такое поведение считалось среди актёров чуть ли не дурным тоном. Для чего же, в таком случае, существует суфлёр? И вот в такой-то обстановке Николай Монахов обратился к Тамаре с вопросом, который мог показаться на первый взгляд, риторическим:

— Наташа, плохую услугу ты оказываешь всем актрисам оперетты своей вакханалией туалетов. Мало того, что тебя стали уже ценить, главным образом, с точки зрения твоих туалетов, но и молодые актрисы, желая равняться по тебе, из кожи лезут вон, желая приблизиться к тебе, а отсюда проистекает бездна зла. Неужели ты думаешь, что ты можешь брать только туалетами? Разве у тебя ничего другого нет? Разве ты не можешь хорошо разрабатывать свои роли? Я думаю, что ты могла бы являться для нашей оперетты тем же, чем является Бетти Стоян в венской оперетте.— Николай Монахов, «Повесть о жизни»
При первом же подвернувшемся случае, а это случилось осенью 1908 года, в поезде по пути на гастроли, Монахов устроил Тамаре показательную читку её роли в оперетте Георга Ярно «Король», после которой она, как ему показалось, призадумалась и даже начала работать над собой. По возвращении с гастролей Монахов обратил внимание на то, что Тамара как-то по-новому репетирует и уже не столько смотрит на будку суфлёра, сколько старается распоряжаться собой и видимо, «чего-то ищет», пытаясь найти новые приёмы и краски в своей игре. По всей видимости, общение и профессиональный диалог с Николаем Монаховым сыграли в этом не последнюю роль.

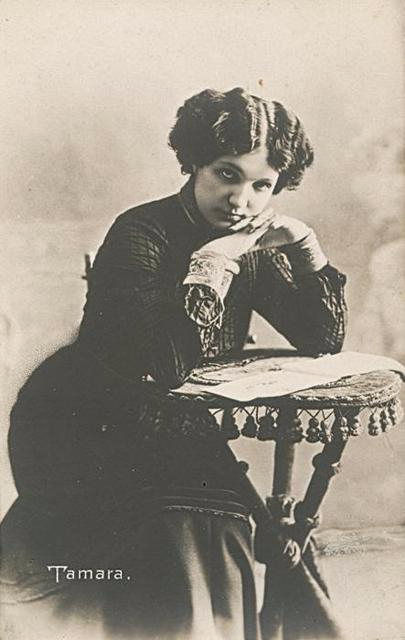
Наталья Тамара (1910-е)

Качественный переход в творчестве Тамары произошёл в конце первого десятилетия XX века, когда она много и успешно гастролировала со своими сольными программами, неоднократно выступая с концертами в московском театре «Эрмитаж». Прославилась исполнением романсов «Посидим мы вечерком», «Уголок» (на музыку С. А. Штеймана), «Еду я домой», «Вечерочек», на этой ниве успешно конкурировала с Раисой Раисовой, Ниной Дулькевич и даже с само́й Анастасией Вяльцевой. После смерти последней Наталья Тамара ангажировала её бессменного аккомпаниатора и автора большей части репертуара пианиста Алексея Таскина и совершила с ним большое концертное турне по России:651. Ещё недавно «наивно щебечущая певичка» чудесным образом научилась «вкладывать в пустые, пошловатые слова романсов неподдельное чувство и расцвечивать их изящным кружевом тонких нюансов…». Рецензенты особо отмечали чистоту дикции, природное артистическое благородство и широту дарования артистки. Расширяя свой творческий диапазон, в 1918 году она исполнила драматическую (без пения) роль Саломеи в одноимённой пьесе Оскара Уайльда (постановка К. Марджанова).
1917 год стал жёстким водоразделом в жизни певицы. Поначалу она попыталась найти своё место в эмиграции, отправившись искать счастья в Париж, но очень скоро была вынуждена вернуться, оказавшись не в силах выдержать конкуренцию с французскими коллегами и тяжёлое существование среди демонстративной роскоши Елисейских Полей. Но и возвращение оказалось отнюдь не спасительным. Короткая передышка НЭПа очень быстро закончилась, а всеобщая кампания по борьбе с «цыганщиной» и «мещанской пошлостью», развернувшаяся в Советском Союзе в конце 1920-х — начале 1930-х годов, окончательно поставила точку на её карьере и жизни, оставив артистку без репертуара и возможности публичных выступлений. Одна из известнейших и богатейших в своё время певиц Петербурга умерла в полной нищете и забвении, лишённая не только своей публики, но и средств к существованию.
Наталья Тамара похоронена на Литераторских мостках Волкова кладбища в Ленинграде.

## Публикации и звукозаписи
В конце 1900-х годов, находясь на пике своей популярности, Наталья Тамара составила несколько популярных сборников песенного и романсового репертуара, не в последнюю очередь имевшие успех благодаря её артистической известности:
- «Сборник новейших романсов и куплетов» (СПб., 1907);
- «Сборник новейших песен и цыганских романсов» (М., 1909);
- «Новейший народный песенник новых любимых песен, романсов, куплетов» (М., 1910);
- «Сборник новейших романсов и куплетов» (СПб., 1910) — в соавторстве;
- «Новые песни» (М., 1911; несколько изданий);
- «Юмористический сборник» (М., 1911).

Широкой популярности Натальи Тамары немало способствовала её почти двадцатилетняя работа с несколькими звукозаписывающими фирмами. С начала 1900-х и до 1917 года она напела множество грампластинок, которые, пускай и в технически несовершенной форме, но всё же оставили для ценителей десятки образцов исполнения произведений из самого популярного репертуара своего времени. Наибольшее число пластинок в её исполнении пришлось на 1913—1914 год (последний предвоенный и начало Первой мировой). Среди самых известных романсовых записей Натальи Тамары можно выделить следующие:
- «Время изменится» (Борис Гуровича, стихи Николая Коварского) — русский романс с аккомпанементом фортепиано, фирма Amour Gramophone, Петроград, 1914 год;
- «Вы просите песен, их нет у меня» (Саша Макаров) — романс с аккомпанементом фортепиано, фирма Amour Gramophone, Петроград, 1914 год;
- «Дай, милый друг, на счастье руку» (К. Лучича) — романс для голоса и фортепиано, С.-Петербург, фирма «Пишущій Амуръ», 1911 год;
- «Дремлют плакучие ивы» (музыка барона Б. Б., слова А. Тимофеева) — романс для голоса и фортепиано, С.-Петербург, фирма «Купидон-концерт», 1911 год;

- «И буду тебя я ласкать» (Михаила Штейнберга) — цыганская серенада для голоса и фортепиано, С.-Петербург, фирма «Пишущій Амуръ», 1911 год;
- «И для меня придет весна» (музыка Н. Н. Бурмачевского, слова В. Лугаковского) — романс для голоса и фортепиано, С.-Петербург, фирма «Купидон-концерт», 1911 год;
- «Как хороши те очи» (музыка Петра Фабинова, слова Нины Дулькевич) — русский романс с аккомпанементом фортепиано, фирма Amour Gramophone, С.-Петербург, 1913 год;
- «Кукла» — пикантный романс с аккомпанементом фортепиано (П. П. Гросс), фирма Gramophone Record, Москва, 1901 год;
- «Ласточка» — цыганский романс с аккомпанементом фортепиано, фирма «Пате», 1912 год;
- «Лебединая песнь» (Марии Пуаре) — романс с аккомпанементом фортепиано, фирма Amour Gramophone, С.-Петербург, 1913 год;
- «Мой милый друг, ты хочешь знать» (Генриха Гофмана) — романс с аккомпанементом фортепиано, фирма Amour Gramophone, С.-Петербург, 1914 год;
- «Не замолчу» (Якова Фельдмана) — цыганский романс для голоса и фортепиано, С.-Петербург, фирма «Купидон-концерт», 1911 год;
- «О, жизнь моя, постой, не уходи» (Татьяны Котляревской (Толстой)) — романс с аккомпанементом фортепиано, фирма Amour Gramophone, С.-Петербург, 1912 год;
- «Однозвучно гремит колокольчик» (К. Сидорович, стихи И. Макарова) — русский романс с аккомпанементом фортепиано, фирма Amour Gramophone, Петроград, 1914 год;
- «Пожалей ты меня» (Николая Бакалейникова) — цыганский романс с аккомпанементом фортепиано, фирма Amour Gramophone, С.-Петербург, 1913 год;
- «Поиграть и перестать» (на стихи Аксельрода) — романс с аккомпанементом фортепиано, фирма Amour Gramophone, Петроград, 1914 год;
- «Поцелуй меня» — цыганский романс с аккомпанементом фортепиано, фирма «Пате» (запись на валик, 1906 год);
- «Почему я безумно люблю» Бориса Борисова (Гуровича) — русский романс с аккомпанементом фортепиано, фирма «Пате» (запись на валик, 1911 год);
- «Сияла ночь» (Николая Ширяева на стихи Афанасия Фета) — романс с аккомпанементом фортепиано, фирма Amour Gramophone, С.-Петербург, 1914 год;

- «Тайком, тайком» (слова и музыка Михаила Штейнберга, оp.178) — романс с аккомпанементом фортепиано, фирма Amour Gramophone, Петроград, 1913 год;
- «Тройка» (Павла Булахова, стихи Петра Вяземского) — русская песня с аккомпанементом фортепиано, фирма Zonophone X-63806, 1903 год;
- «Уголок» (музыка С. А. Штеймана, слова В. Мазуркевича) — романс с аккомпанементом фортепиано, фирма Amour Gramophone, С.-Петербург, 1912 год;
- «Чёрт с тобой» (Петра Вейнберга) — цыганский романс, С.-Петербург, фирма «Пишущій Амуръ», 1911 год;
- «Что меня ты сильно любишь?» (Якобсона) — цыганский романс для голоса и фортепиано, С.-Петербург, фирма «Купидон-концерт», 1911 год;
- «Что ты, барин, щуришь глазки» (Михаила Шишкина) — романс для голоса и фортепиано, С.-Петербург, фирма «Купидон-концерт», 1911 год;
- «Чудо чудеса» (Сергея Алякринского) — цыганская песня для голоса и фортепиано, С.-Петербург, фирма «Купидон-концерт», 1911 год;
- «Ямщик, не гони лошадей» (Яков Фельдман, стихи Н. Риттера) — романс с аккомпанементом фортепиано, фирма «Amour Gramophone», С-Петербург, 1914 год;
- «Я ехала домой» (М. Я. Пуаре) — романс с аккомпанементом фортепиано, фирма «Пишущій Амуръ», 1911 год.
- «Я забыть тебя хотела» (слова и музыка Михаила Штейнберга) — романс с аккомпанементом фортепиано, фирма Amour Gramophone, С.-Петербург, 1913 год;
- «Я люблю тебя как солнце» (Владимира Шиловского) — романс с аккомпанементом фортепиано, фирма Amour Gramophone, С.-Петербург, 1913 год;